# Пилда
Пи́лда (латыш. Pilda, латг. Pylda) — село в Лудзенском крае Латвии, административный центр Пилдинской волости.
Расположено на речке Пилда (Иснауда); рядом находятся несколько озёр Пилдской группы. Через посёлок проходит автодорога P49 (Карсава — Лудза — Эзерниеки). Расстояние до города Лудза составляет около 17 км. По данным на 2017 год, в населённом пункте проживало 290 человек.

## История
В советское время населённый пункт был центром Пилдского сельсовета Лудзенского района. В селе располагалась центральная усадьба совхоза «Комунарс».
В Пилде родился латвийский политический деятель Анатолий Горбунов.